# Разун ди Сопра
Разун ди Сопра је насеље у Италији у округу Болцано, региону Трентино-Јужни Тирол.
Према процени из 2011. у насељу је живело 635 становника. Насеље се налази на надморској висини од 1079 м.